# Spångmyrtjärnen (Umeå socken, Västerbotten)
Spångmyrtjärnen är en sjö i Umeå kommun i Västerbotten och ingår i Sävarån-Tavelåns kustområde.